# Balclutha yanchepensis
Balclutha yanchepensis är en insektsart som beskrevs av Evans 1941. Balclutha yanchepensis ingår i släktet Balclutha och familjen dvärgstritar. Inga underarter finns listade i Catalogue of Life.